# Geierhaupt
Geierhaupt är en bergstopp i Österrike.   Den ligger i distriktet Leoben och förbundslandet Steiermark, i den östra delen av landet, 160 km sydväst om huvudstaden Wien. Toppen på Geierhaupt är 2 417 meter över havet.
Terrängen runt Geierhaupt är bergig österut, men västerut är den kuperad. Runt Geierhaupt är det ganska tätbefolkat, med 52 invånare per kvadratkilometer.. Närmaste större samhälle är Trieben, 16,6 km nordväst om Geierhaupt. 
I omgivningarna runt Geierhaupt växer i huvudsak blandskog.